# Nec temere, nec timide
Nec temere, nec timide ist eine lateinische Phrase, die als „Weder unbesonnen noch furchtsam“ übersetzt werden kann. Ihre genaue Herkunft ist unbekannt.
Die Phrase wurde als Wahlspruch verschiedener Personen oder Adelsfamilien genutzt:
- Baron Barnard[1]
- Earl of Craven[2]
- Earl of Darlington[3]
- Lambertus Deodatus De Gall, siehe Degodehaus (Düsseldorf)

Heutzutage wird sie als Devise unterschiedlicher Institutionen und Städte verwendet, z. B.:
- The University of Edinburgh
- 11 Luchtmobiele Brigade
- ehem. Panzergrenadierbataillon 192, Ahlen/Westfalen
- Corps Borussia Berlin trägt ihn zudem bis heute als Wahlspruch

## Danzig

Danziger Wappen und Wahlspruch

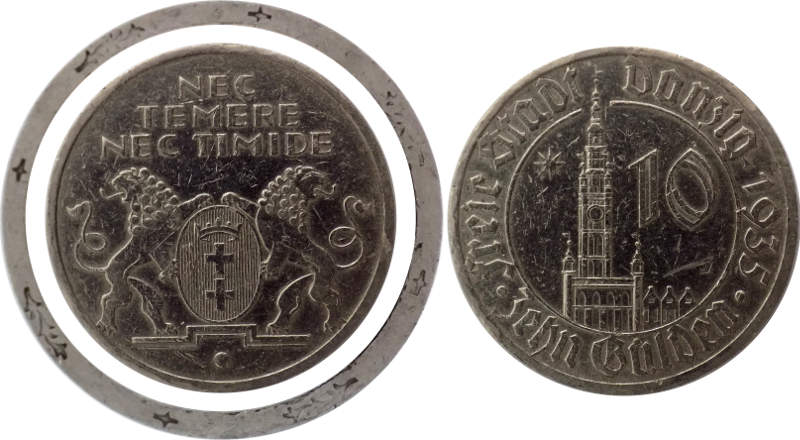
10 Danziger Gulden 1935

Danzig führt seit dem Mittelalter den Wahlspruch „Nec temere, nec timide“. Er ist auch auf dem Danziger Wappen abgebildet. Auch die Münzen des Danziger Gulden der Freien Stadt Danzig zeigen den Wahlspruch auf dem Revers.